# Jojje Jönsson
Jojje Jöns-Ove Kristian Jönsson, född 30 juni 1955 i Varberg (Träslöv uppges som första postadress) i Halland, är en svensk komiker, skådespelare, musiker och manusförfattare. Jojje Jönsson är mest känd för sina samarbeten och rollfigurer med Stefan & Krister sedan 1992, och Ivan Boring på 1980-talet.
Jönsson bygger gärna sina karaktärer på lyteskomik med talfel och stora löständer. Dag-Otto Flink har blivit Jönssons bredaste rollfigur och som av en ren slump, just på grund av löständerna, fick det etablerade talfelet att hoppa över alla R-uttal.

## Biografi
Jöns-Ove Jönsson växte upp i Varberg innan han som 16-åring flyttade till Falkenberg, varefter smeknamnet "Jojje" blev etablerat, då Jönsson ogillade sitt förnamn.
Jönsson utbildade sig först till förskollärare, innan han visste vad han ville göra och fattade tycke för musik- och dramabranschen. Medan Jönsson studerade till dramapedagog, fick han 1983–1985 en stor framgång med Ivan Boring, en "übertönt" som var ett ständigt återkommande inslag i Rockdepartementet och Metropol i Sveriges Radio P3, med ett femtiotal monologer och visor. Ett av P3-inslagen blev så uppmärksammat att Torslandaverken sades stänga av maskinerna under de tre minuterna. Inledningsvis var allt med Ivan Boring tänkt som ett improviserat fritidsarbete.
År 1992 gjorde Jönsson debut med komikerduon Stefan & Krister som blyge Örjan. Jönsson är den ende som har medverkat i alla Stefan & Krister-produktioner på Vallarnas friluftsteater. I flera av farserna på Vallarna, har Jönsson också medverkat i dubbla roller.
Jönsson tilldelades en Guldmask för Bästa manliga biroll i pjäs åren 2000 och 2001, med rollen som Conny Raberud i Rena rama Rolf – En plats i solen och som Dag-Otto Flink i Snålvatten och jäkelskap.

## Scen-/filmografi
- 1992–1994 – Skåpbubblor (folklustspel)
- 1993–1994 – Sommarbuskis (folklustspel)
- 1993–1996 – Full fräs med Stefan & Krister (folklustspel/serie)
- 1997–1998 – Rena rama Rolf (TV-serie)
- 1999 – Full frys (TV-serie)
- 2008 – Majas affär

## Teater
| År   | Roll                                                   | Produktion                                                                   | Regi             | Teater                   |
| ---- | ------------------------------------------------------ | ---------------------------------------------------------------------------- | ---------------- | ------------------------ |
| 1996 | Knut Gribb, privatdetektiv. Direktör Pelle Blomberg.   | Hemlighuset Curt Peterson                                                    | Krister Claesson | Vallarnas friluftsteater |
| 1997 | Petter från lantboden. Landsfiskalen.                  | Hemvärn & påssjuka Nils Bie Persson                                          | Anders Albien    | Vallarnas friluftsteater |
| 1998 | Jonas Bengtsson alias Josefin Bengtsson                | Där fick du! Krister Claesson                                                | Krister Claesson | Vallarnas friluftsteater |
| 1999 | Herr Hugo Planertz, byråsekreterare.                   | Bröstsim & gubbsjuka Franz Arnold och Ernst Bach                             | Örjan Herlitz    | Vallarnas friluftsteater |
| 2000 |                                                        | Inte nu, älskling! Ray Cooney och John Chapman                               | Anders Albien    | Halmstads Teater         |
| 2000 | Conny Emanuel Raberud                                  | Rena rama Rolf – En plats i solen Wilhelm Behrman och Gustaf Skördeman       | Krister Claesson | Vallarnas friluftsteater |
| 2001 | Dag-Otto Flink                                         | Snålvatten och jäkelskap Krister Claesson                                    | Krister Claesson | Vallarnas friluftsteater |
| 2002 | Dag-Otto Flink                                         | Bröllop och jäkelskap Krister Claesson                                       | Krister Claesson | Vallarnas friluftsteater |
| 2003 | Dag-Otto Flink. Landsfiskalen.                         | Barnaskrik och jäkelskap Krister Claesson och Gustaf Skördeman               | Krister Claesson | Vallarnas friluftsteater |
| 2004 | Lars-Uno "Lufsen" Olsen                                | Två bröder emellan Krister Claesson                                          | Krister Claesson | Vallarnas friluftsteater |
| 2005 | Lars-Uno "Lufsen" Olsen                                | Två ägg i högklackat – Två bröder året efter Krister Claesson                | Krister Claesson | Vallarnas friluftsteater |
| 2006 | Dag-Otto Flink, brevbärare. "Lasse" Larsson, snickare. | Brännvin och fågelholkar – Söderkåkar reser västerut! Gideon Wahlberg        | Anders Albien    | Vallarnas friluftsteater |
| 2007 | Herr Carlsson                                          | Hemsöborna – Väldigt fritt efter Strindberg Krister Classon och Lars Classon | Krister Classon  | Vallarnas friluftsteater |
| 2008 | Dag-Otto Flink                                         | Solsting och snésprång Wilhelm Behrman och Gustaf Skördeman                  | Ulf Dohlsten     | Vallarnas friluftsteater |
| 2009 | "Senior-Rambo" Andersson                               | Virus i bataljonen Lars Classon och Per Andersson                            | Ulf Dohlsten     | Vallarnas friluftsteater |
| 2010 | Alf, betjänt.                                          | En mor till salu Lars Classon och Per Andersson                              | Ulf Dohlsten     | Vallarnas friluftsteater |
| 2011 | Dag-Otto Flink                                         | Pang på pensionatet Krister Classon                                          | Krister Classon  | Vallarnas friluftsteater |
| 2012 | Göran Lönn                                             | Campa i klaveret Lars Classon, Per Andersson och Håkan Klamas                | Lars Classon     | Vallarnas friluftsteater |
| 2013 | Harald, insektsfotograf.                               | Livat i parken Lars Classon och Torbjörn Karlsson                            | Lars Classon     | Vallarnas friluftsteater |
| 2014 | Dag-Otto Flink                                         | Brännvin i kikar'n Lars Classon och Jojje Jönsson                            | Lars Classon     | Vallarnas friluftsteater |
| 2015 | Dag-Otto Flink                                         | Bröllop i kikar'n Lars Classon och Jojje Jönsson                             | Ulf Dohlsten     | Vallarnas friluftsteater |
| 2016 | Dag-Otto Flink                                         | Jäkelskap i kikar'n Lars Classon och Jojje Jönsson                           | Ulf Dohlsten     | Vallarnas friluftsteater |
| 2017 | Fabian Bom                                             | Soldat Fabian Bom Nils Poppe                                                 | Ulf Dohlsten     | Vallarnas friluftsteater |
| 2018 | Victor "Vicke" Vallin, målare.                         | Pilsner & penseldrag Gideon Wahlberg                                         | Ulf Dohlsten     | Vallarnas friluftsteater |
| 2019 | Jerker Sjövander                                       | Stulen kärlek Krister Classon                                                | Pär Nymark       | Vallarnas friluftsteater |
| 2020 | Jerker Sjövander                                       | Stulen kärlek Krister Classon                                                | Pär Nymark       | Lisebergsteatern         |
| 2025 | Putte                                                  | Kalabalik i Fabriken Håkan Klamas och Niklas Holtne                          | Niklas Holtne    | Vallarnas friluftsteater |

## Manus
Jojje Jönsson var delaktig i manuset till TV-serien Full fräs med Stefan & Krister år 1993. 2014–2016 skrev han alla tre föreställningar i Kikar'n-trilogin på Vallarnas friluftsteater tillsammans med Lars Classon.

## Etablerade karaktärer till Stefan & Krister

### Dag-Otto
Dag-Otto Emanuel Flink är en brevbärare som blev känd i Jäkelskapserien, försöker välvilligt ge en hjälpande hand hos dem han besöker – men som alla andra anser störande med anledning av hans personlighet.

### Blyge Örjan
Blyge Örjan blev Jojje Jönssons debutfigur med Stefan & Krister i revyn Skåpbubblor år 1992. Rollen etablerades i serien Full fräs mellan 1993 och 1996 där blyge Örjan är diktförfattare- och läsare, har ett eget barnprogram och visar upp sin rustade "romantiska hörna".

### Errolf
Den tröge drängen Errolf är anställd hos bonden Kristian, dock utan lön, men får åtminstone bo där. Han är klädd i blått ställ med en grå-vit keps och bruna stövlar.

### Lufsen
Lars-Uno "Lufsen" Olsen är en karaktär i farserna Två bröder emellan och Två ägg i högklackat; en småförvirrad, humoristisk, långhårig och blond ung man. Det första året är han en lejd hantverkare som försöker laga några trasiga rör i köket på Bröderna Nilssons arbetsplats, men han hade helst velat bli musiker istället för snickare. Året efter går dock hans drömmar delvis i uppfyllelse, eftersom han anställs där av den ene brodern med inriktning åt konferens och underhållning.

### Fotnoter
1. ↑  ”Jan-Ove Jönsson”. Svensk Filmdatabas. http://www.sfi.se/sv/svensk-filmdatabas/Item/?type=PERSON&itemid=242420&ref=%2ftemplates%2fSwedishFilmSearchResult.aspx%3fid%3d1225%26epslanguage%3dsv%26searchword%3dJan-Ove+J%C3%B6nsson%26type%3dPerson%26match%3dBegin%26page%3d1%26prom%3dFalse. Läst 9 maj 2014.
2. ↑  ”Jojje Jönsson i Hallandstrafiken (2014)”. Hallandstrafiken AB. https://issuu.com/hallandstrafiken/docs/tidning_hallandstrafiken_nr2_2014_i. Läst 17 oktober 2022.
3. ↑  Namnet och smeknamnet, läst 2010-11-01.
4. ↑  https://sverigesradio.se/artikel/3705935
5. ↑  Guldmaskvinnare 2001, läst 2014-12-03.
6. ↑  Guldmaskvinnare 2002, läst 2014-12-03.
7. ↑  Christer Nilsson (27 januari 2001). ”Äkta män får på pälsen”. Kristianstadsbladet. http://www.kristianstadsbladet.se/noje/akta-man-far-pa-palsen/. Läst 28 juni 2015.
8. ↑  ”Kalabalik i Fabriken”. Vallarnas friluftsteater. https://www.vallarna.se/shower/kalabalik-i-fabriken. Läst 16 juli 2025.